# علی مصفا
علی مصفّا (زادهٔ ۱۱ آذر ۱۳۴۵) بازیگر و فیلم‌ساز ایرانی است. او فرزند مظاهر مصفا و امیربانو کریمی است و در رشتهٔ عمران از دانشکده فنی دانشگاه تهران فارغ‌التحصیل شده است. مصفا دو فیلم بلند سیمای زنی در دوردست (۱۳۸۴) و پله آخر (۱۳۹۰) با حضور همسرش لیلا حاتمی را کارگردانی کرده است. او برای نقش‌آفرینی در جهان با من برقص (۱۳۹۸) دیپلم افتخار بهترین بازیگر مرد جشنوارهٔ فیلم فجر را کسب کرد.

## زندگی شخصی
علی مصفّا در ۱۱ آذر ۱۳۴۵ در تهران به دنیا آمد. او در بخشی از فیلم سیمای زنی در دوردست، پدرش مظاهر مصفا و مادرش امیربانو کریمی را به تصویر کشیده است.
مصفا در سال ۱۳۷۷ با بازیگر لیلا حاتمی ازدواج کرد. آن‌ها هنگام فیلم‌برداری لیلا (۱۳۷۵) با یکدیگر آشنا شدند. حاتمی در این‌باره گفت: «آقای مهرجویی اول من و علی مصفا را به‌هم علاقه‌مند کرد و بعد فیلمش را ساخت.» حاصل این ازدواج یک پسر و یک دختر است. وی به زبان فرانسوی مسلط است.

## فیلم‌شناسی

### سینمایی
| سال انتشار | عنوان                      | کارگردان             |
| ---------- | -------------------------- | -------------------- |
| ۱۴۰۳       | ناتور دشت                  | سید محمدرضا خردمندان |
| ۱۴۰۱       | چرا گریه نمی‌کنی؟           | علیرضا معتمدی        |
| ۱۳۹۹       | آهو                        | هوشنگ گلمکانی        |
| ۱۳۹۹       | لاک‌پشت و حلزون             | رضا حماسی            |
| ۱۳۹۹       | نبودن                      | علی مصفا             |
| ۱۳۹۸       | ستاره بازی                 | هاتف علیمردانی       |
| ۱۳۹۸       | لامینور                    | داریوش مهرجویی       |
| ۱۳۹۷       | جهان با من برقص            | سروش صحت             |
| ۱۳۹۷       | مردی بدون سایه             | علیرضا رئیسیان       |
| ۱۳۹۶       | روزهای نارنجی              | آرش لاهوتی           |
| ۱۳۹۶       | سال دوم دانشکده من         | رسول صدرعاملی        |
| ۱۳۹۶       | درساژ                      | پویا بادکوبه         |
| ۱۳۹۶       | خوک                        | مانی حقیقی           |
| ۱۳۹۶       | گرگ بازی                   | عباس نظام‌دوست        |
| ۱۳۹۵       | حکایت دریا                 | بهمن فرمان‌آرا        |
| ۱۳۹۵       | تابستان داغ                | ابراهیم ایرج‌زاد      |
| ۱۳۹۴       | خانه‌ای در خیابان چهل و یکم | حمیدرضا قربانی       |
| ۱۳۹۴       | دوئت                       | نوید دانش            |
| ۱۳۹۴       | وارونگی                    | بهنام بهزادی         |
| ۱۳۹۳       | چاقی                       | راما قویدل           |
| ۱۳۹۳       | در دنیای تو ساعت چند است؟  | صفی یزدانیان         |
| ۱۳۹۳       | مرگ ماهی                   | روح‌الله حجازی        |
| ۱۳۹۱       | گذشته                      | اصغر فرهادی          |
| ۱۳۹۰       | پلهٔ آخر                    | علی مصفا             |
| ۱۳۸۹       | چیزهایی هست که نمی‌دانی     | فردین صاحب‌الزمانی    |
| ۱۳۸۸       | آسمان محبوب                | داریوش مهرجویی       |
| ۱۳۸۷       | دوزخ، برزخ، بهشت           | بیژن میرباقری        |
| ۱۳۸۴       | چه کسی امیر را کشت؟        | مهدی کرم‌پور          |
| ۱۳۸۴       | قایق‌های من                 | صفی یزدانیان         |
| ۱۳۸۱       | جایی دیگر                  | مهدی کرم‌پور          |
| ۱۳۷۹       | پارتی                      | سامان مقدم           |
| ۱۳۷۸       | میکس                       | داریوش مهرجویی       |
| ۱۳۷۷       | دختردایی گم شده            | داریوش مهرجویی       |
| ۱۳۷۵       | لیلا                       | داریوش مهرجویی       |
| ۱۳۷۵       | برج مینو                   | ابراهیم حاتمی‌کیا     |
| ۱۳۷۳       | پری                        | داریوش مهرجویی       |
| ۱۳۷۲       | همه دختران من              | اسماعیل سلطانیان     |
| ۱۳۷۱       | امید                       | حبیب کاووش           |

### مجموعه تلویزیونی
- کیف انگلیسی (۱۳۷۸)
- پریدخت (۱۳۸۶)

### نمایش خانگی
| سال تولید | نام اثر                  | نقش | کارگردان           |
| --------- | ------------------------ | --- | ------------------ |
| ۱۴۰۰      | حرفه‌ای                   |     | مصطفی تقی‌زاده      |
| ۱۴۰۰      | میدان سرخ                |     | ابراهیم ابراهیمیان |
| ۱۴۰۲      | هفت                      |     | کیارش اسدی‌زاده     |
| ۱۴۰۲      | شریک جرم                 |     | همایون اسعدیان     |
| ۱۴۰۲      | مگه تموم عمر چندتا بهاره |     | سروش صحت           |
| ۱۴۰۳      | ازازیل                   |     | حسن فتحی           |

### نویسنده و کارگردان
- هم‌سایه (فیلم کوتاه)
- فریب شعر (مستند داستانی)
- سیمای زنی در دوردست (۱۳۸۲)
- پله آخر (۱۳۹۰)
- نبودن (۱۳۹۹)

### تهیه‌کننده
- باقیمانده‌ها[۵] (۱۴۰۱)
- نبودن (۱۳۹۹)
- خط فرضی (۱۳۹۸)
- مسخره‌باز (۱۳۹۷)
- یلدا (۱۳۹۷)
- در دنیای تو ساعت چند است؟ (۱۳۹۲)
- پله آخر (۱۳۹۰)

### ترجمه
- یادداشت‌های زیرزمینی، نوشتهٔ فیودور داستایفسکی، نشر چشمه

## جوایز و نامزدی‌ها
- برنده بهترین بازیگر نقش مکمل مرد در جشنواره فیلم فجر برای فیلم پری
- برنده جایزه بهترین بازیگر مرد از جشن حافظ برای فیلم لیلا
- نامزد سیمرغ بهترین بازیگر نقش اول مرد در جشنواره فجر برای فیلم لیلا
- نامزد بهترین بازیگر نقش اول مرد در جشن خانه سینما برای فیلم پارتی
- نامزد سیمرغ بهترین بازیگر نقش اول مرد در جشنواره فجر برای فیلم پارتی
- نامزد سیمرغ بهترین بازیگر نقش اول مرد در جشنواره فجر برای فیلم آسمان محبوب
- نامزد بهترین بازیگر مرد در جشن حافظ برای فیلم گذشته
- نامزد تندیس بهترین بازیگر نقش اول مرد در جشن خانه سینما برای فیلم گذشته
- نامزد بهترین بازیگر مرد در جشن حافظ برای فیلم در دنیای تو ساعت چند است
- نامزد تندیس بهترین بازیگر نقش اول مرد در جشن خانه سینما برای فیلم در دنیای تو ساعت چند است
- نامزد جایزه بهترین بازیگر نقش اول مرد در جشن منتقدان برای فیلم در دنیای تو ساعت چند است
- نامزد تندیس بهترین کارگردانی در جشن خانه سینما برای فیلم پله آخر
- برنده تندیس بهترین فیلمنامه اقتباسی در جشن خانه سینما برای فیلم پله آخر
- برنده جایزه هیئت داوران از جشنواره پونا برای پله آخر - ۱۳۹۱
- برنده جایزه هیئت داوران برای بهترین فیلمنامه برای پله آخر از جشنواره کرالا -۱۳۹۱
- برنده جایزه فیپرشی برای فیلم پله آخر از چهل و هفتمین جشنواره کارلووی واری -۱۳۹۱
- نامزد سیمرغ بهترین بازیگر نقش اول مرد در جشنواره فیلم فجر برای فیلم تابستان داغ
- برنده دیپلم افتخار بهترین بازیگر نقش اول مرد در بخش بین‌الملل جشنواره فیلم فجر برای فیلم جهان با من برقص